# Clapra deucalion
Clapra deucalion är en fjärilsart som beskrevs av William Schaus 1914. Clapra deucalion ingår i släktet Clapra och familjen nattflyn. Inga underarter finns listade i Catalogue of Life.